# Fairview, Missouri
Fairview är en ort i Newton County i delstaten Missouri, USA.